# Colostygia hercegovinensis
Colostygia hercegovinensis là một loài bướm đêm trong họ Geometridae.